# Ибн Бадал
Хасан ибн Малик ибн Бадал ел Калби познатији као Ибн Бдал (у. 688/89), је био омејадски гувернер Палестине и Јордана за време владавине Муавије I (в. 661–680) и Јазида I , високи достојанственик на двору калифа, и поглавица племена Бану Калб. Своју високу позицију као и управу над моћним племеном Калб дуговао је, главном извору својих трупа, и свом сродству са омејадима преко соје тетке Мајсун бинт Бадал која је била жена калифа Муавије и мајка његовог сина Јазида. Након Јазидове смрти, Ибн Бадал служио је као тутор његовог сина и наследника, Муавије II, до је његове преурањене смрти 684. Усред политичке нестабилности и побуна који су настали у калифату, Ибн Бадал је ускратио подршку Марвану I, који подржао другу грану омејада. Ибн Бадал и његови племенски савезници су победили су Марванове противнике у бици код Марџа Рахита и осигурали за себе најистакнутије улоге у администрацији и војсци у Омејада.

## Породица
Хасан ибн Малик је био унук Бадала ибн Унајфа, вође племена Бану Калб, једног од највећих бедуинских племена на простору Арабије и Сирије у 7. веку. Иако није био син Бадале, Хасан се обично помиње у средњовековним изворима као "Ибн Бадал". Они су припадали Калбовој кнежевској кући, познатој као Бану Харита ибн Џанаб, што је Ибн Бадалу давало престиж и ауторитет над његовим саплеменицима. Штавише, преко тетке, Мајсун бинт Бадал, Ибн Бадал је такође био рођак омејадског калифа Јазида I, који је повећао свој утицај на владајућу омејадску династију. Касније је постао и Јазидов зет.

## Каријера под Омејадима

### Командант и гувернер под Муавијом I и Јазидом
Пре оснивања Омејадског калифата у 661, Ибн Бадал се борио за једног од чланова династије и гувернера Сирије, Мувију I, a против следбеника калифа Алија у бици код Сифина у 657. Током те битке, Ибн Бадал је био командант својих племена из племена Куда у Џунд Димашк (округу Дамаск). Касније, Ибн Бадал је један од троје Бадалових унучади који су доминирали на политичкој сцени Омејада у суфијанидском периоду , суфијаниди су били потомци Аби Суфјанове линије племена Омејада, који су владали калифатом између 661 и 684. Због моћи племена Бану Калба и његових брачних односа са суфијанидима, Ибн Бадал је именован за гувернера Џунда Филастина (Палестински округ) и Џунд ел-Урдун (Јорданског округа) од стране Муавије I (в. 661-680) и Јазида I (680-683). Ибн Бадал је пратио Јазида у Дамаск, где је дошао да преузме Халафит након смрти Муавије. Био је утицајни глас на Јазидовом двору.

### Улога у омејадској кризи за наслеђе престола
Јазид је такође поставио ибн Бадаловог брата, Са'ида ибн Малика, за гувернера покрајине Џунд Кинасрин (округ Кинасрин). У овом округу су доминирали припадници племена Кајс који су били озлојеђенини због привилегованог положаја племена Калб на двору Омејада. Ауторитет Са'ида у Кинасрин-у је био "изван издржљивости Кајса", каже историчар Ј. Велхаусен. Под њиховим главним вођом у округу, Зуфар ибн ел-Харит ел-Килабиом, племе Кајс је срушило Саида. У међувремену, Јазид је умро у 683. и Ибн Бадал је постао чувар његових младих синова, Мувије II, и Халида и 'Абд Алаха. Као последица утицаја Ибн Бадал-а, Муавија II је наследио свог оца као калифа, али је умро од болести у 684, што је изазвало кризу лидерства у калифату у време када се устнак Абдулах ибн ел Зубаира, из Медине новог тражиоца престола Калифата, распламсао у Хиџазу и Ираку.
Ибн Бадал је подржао тврдње Мувијине млађе полу браће о наследству, иако је углавном њихова младост онемогућавала да један од њих буде прихваћен као калифи од стране ашрафа ( племенске властеле) из Сирије и гувернера других провинција.
 У Сирији, гувернер Дамаска, Ел-Дахак ибн Кајс ел-Фихри, нагнуо је према Ибн ел-Зубаиру, док су гувернери Џунд Химс ( округ Хомс) и Кинасрин, Ел-Ну'ман ибн Башир Ел-Ансари и Зуфар ибн ел-Харит ел-Килаби, односно Кајси племена уопште, па чак и чланови проширене породице Омејада понудили су своје пуноправно признање суверенитета Ибн ел-Зубаиру.
Ибн Бадал је жестоко настојао да одржава владавину Омејада, а тиме и административне и судске привилегије његовог домаћинства и племена Бану Калб. Напустио је свој дом у Палестини и отишао за Јордан како би пратио догађаје у Дамаску. Одредио је Рав ибн Зинба, поглавицу Џудама, за свог заменика у Палестини, али Рава је убрзо након тога протерао његов супарник из племена Џудам, Натил ибн Кајс, који се побунио и предао га Ибн ел-Зубаиру. У међувремену, омејадски војсковођа, Убајд Алах ибн Зијад, стигао је у Дамаск из Ирака како би подржао владу Омејада. Међутим, уместо Јазидове млађе деце, Убаид Алах се окренуо Марвану I, не-Суфианидовом члану клана Омејада, који је био на путу ка Меки да призна калифат Ибн ел-Зубаиру, али га је Убаид Алах уверио да се врати у Палмиру и да затражи себи престо.
Ибн Бадал је и даље фаворизовао Халид ибн Јазида и председавао састанком породице Омејада и сиријског ашрафа, искључујући Убаид Алаха, да би решио питање сукцесије Мувије II. Састанак није одржан у главном граду Дамаску, где је владао ел-Дахак, чија је припадност и даље била под сумњом, него у Џабији, великом граду у округу Јордана. Ел-Дахак није присуствовао састанку, након што га је ашраф племена Кајс убедио да га бојкотује и мобилише се за рат. На састанку који је одржан у Џабији, Ибн Бадал је прогласио Ибн ел-Зубаир да је мунафик (лицемер) који је издао омејадску ствар. Присутни ашраф се сложио, али је такође одбио и Халида и Абд Алаха, рекавши: "Ми не волимо идеју да би други Кајси ашраф требало да дођу код нас са шајком [Ибн ел-Зубаир] док им донесе младића". После четрдесет дана разговора, састанак у Џабији је завршен тако што је закључен споразум којим је Марван номинован као нови калиф. Иако је Ибн Бадалов кандидат одбијен, успео је да осигура одредбу којом ће Халид наследити Марвана. Осим тога, у замену за његову номинацију, Марван је имао финансијске и административне обавезе према Ибн Бадалу, Бану Калбу и присутном ашрафу.
Ел-Дахаксе се у међувремену улогорио у Марџ Рахиту, северно од Дамаска, са гарнизоном у Дамаску, јавно објавио своју лојалност са Ибн ел Зубаиром и одустао од династије Омејада. Гувернери Кајнасрина и Химса су послали трупе ел-Дахакаду, као и Натил ибн Кајс из Палестине. Марванови племенски савезници, укључивали су птипаднике племена Калб из Јордана , Кинда и Гасан. Док је историчар Патриција Крон изјавила да је Ибн Бадал био присутан у Марџу Рахиту, средњовековни историчар ел-Табари написао је да се Ибн Бадал "одвезао до Јордана". У јулу 684. године, две стране су се бориле у бици код Марџа Рахита, што се завршило масовним поразом за племе Кајс и убиством ел-Дахака. Овим је Марваном преузео калифат у Дамаску, док су реперкусије битке довеле до дуготрајне крвне заваде између Кајса и Калба. У овим каснијим биткама, племе Калб је предводио брат ибн Бадала, Хумајд ибн Хураит ибн Бахдал.

### Каснији живот и смрт
Средњовековни извори не помињу да ли је Ибн Бадал наставио са својим гувернерством Палестине након тријумфа Омејада-Калби код Марџ Рахите, "али то очигледно није немогуће", каже Кроне. Марван је умро у априлу 685. године, мање од годину дана након што је постао калиф; међутим, пре његове смрти, успео је да обавеже Ибн Бадала да призна његовог сина Абд ел-Малика ибн Марвана као наследника Калифата уместо Калидбина Јазида. После тога, утицајног дела Ибн Бадала постепено је одступио са битних позиција. Подржао је Абд ел-Малика против побуњеника Амр ибн Са'ид ел-Ашдака и био је у друштву Омејада који су били сведоци 'погубљења Амра. Према Ламенс-у, "Након овог догађаја више се не чује за овог вођу Калбија који је у једном тренутку био арбитар судбине династије Омејада." Ибн Бадал је вероватно умро 688/89.